# Rôle d'Anthony

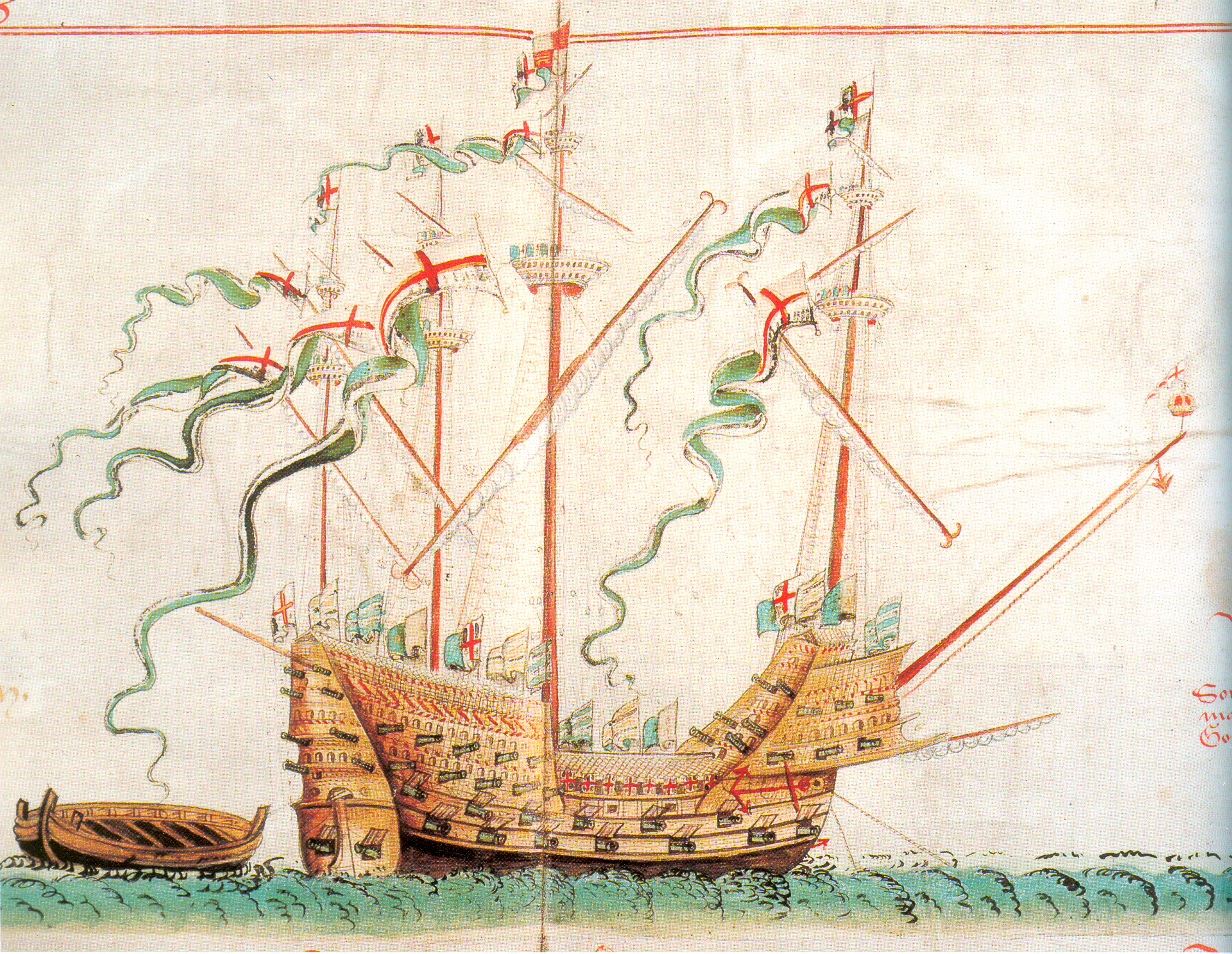
La première illustration du premier parchemin du Rôle d'Anthony, représentant le Henri Grâce à Dieu, le plus large bateau de la marine anglaise durant le règne d'Henri VIII.

Le rôle d'Anthony (Anthony Roll) est un registre manuscrit des années 1540 répertoriant les navires de la marine du Royaume d'Angleterre, alors dirigé par la maison Tudor. Il porte le nom de son créateur Anthony Anthony. Il se compose au départ de trois parchemins, représentant 58 navires de guerre avec des renseignements sur leur taille, équipage, armement et équipement de base. Le registre a été présenté au roi Henri VIII en 1546, et ont été conservés à la Bibliothèque royale. En 1680, Charles II d'Angleterre donne les premier et deuxième parchemins à Samuel Pepys qui les découpe et les relie en un seul volume conservé à la bibliothèque Pepys du Magdalene College de Cambridge. Le troisième parchemin reste quant à lui dans les collections royales jusqu'à ce qu'il soit donné par Guillaume IV du Royaume-Uni à sa fille illégitime, Mary Fox, qui le vend au British Museum en 1858. Elle est maintenant la propriété de la British Library.
Le Rôle d'Anthony est le seul inventaire connu entièrement illustré de navires de la marine anglaise sous la période Tudor. Les illustrations du rouleau d'Anthony ont été décrites comme en un « style naïf en conformité avec un modèle » quoique ses aspects artistiques montrent « la poigne amatrice convenable de forme et de couleur » compatible avec les compétences d'un fonctionnaire,. Si dans le texte les inventaires sont précis et sont un réel apport historique, la majorité des illustrations sont rudimentaires et fait selon une formule établie. En effet, le niveau de détails de la conception des bateaux, de l'armement et particulièrement du gréement sont très approximatifs. Néanmoins, par leur description de l'ornementation cérémonielle, les illustrations de ce registre ont fourni des informations pertinentes quant à l'étude d'héraldiques de la période Tudor, de drapeaux et d'ornementation navale.
Les seules descriptions contemporaines connues de navires de la période Tudor, comme le Henri Grâce à Dieu et la Mary Rose, sont dans le rôle d'Anthony. Comme l'épave de la Mary Rose a été repêchée avec succès en 1982, la comparaison des informations contenues dans les parchemins à l'épave a fourni de nouvelles connaissances dans l'étude de l'histoire navale de la période.

## Auteur et artiste
Anthony Anthony a été identifié comme étant le compilateur des informations contenues dans le registre et comme étant l'artiste derrière les illustrations à la suite de la comparaison de sa signature avec des lettres holographiques contenues dans des documents officiels. Le père d'Anthony Anthony était William Anthony (mort en 1535) un Flamand de Middelbourg en Zélande qui migre en Angleterre en 1503. William et Anthony sont des fournisseurs de bière auprès de l'armée anglaise. William s'est tourné vers l'exportation de bière dans les années 1530 et est devenu un fournisseur de la marine. En 1533, Anthony Anthony est nommé mitrailleur à la tour de Londres, un poste qu'il conserve nommément jusqu'à sa mort. Il est promu au rang de surveillant de l'Ordnance Office, l'organe du gouvernement responsable de l'armement de l'armée et de la marine, et c'est à ce poste qu'il compile ses parchemins. En 1549, il devient surveillant en chef de l'artillerie à la tour de Londres, puis il exerce à Calais et Boulogne, et en d'autres lieux tout au long de sa vie. Il poursuit son travail au sein des forces anglaises, et participe le dernier mois de sa vie à l'approvisionnement d'armes dans le cadre d'une attaque contre Le Havre.
En 1939, l'historien néerlandais Nicholas Beets a émis l'hypothèse que l'artiste et cartographe flamand Cornelis Anthonisz était le frère d'Anthony Anthony. Toutefois cette suggestion d'une parenté entre les deux hommes n'est qu'une hypothèse et n'est fondée sur aucune preuve directe. Cette hypothèse a été reprise par Geoffrey Callander dans Mariner's Mirror en 1963 et a été relayée à plusieurs reprises par plusieurs auteurs. Le testament de William Anthony ne fait aucune mention d'un autre fils qu'Anthony et Anthonisz semble davantage être le fils Jacob Cornelisz van Oostsanen. Selon Ann Payne, cette correspondance entre Cornelis et Anthony n'est "pas vraisemblablement impossible, mais il y a peu de preuve qu'ils aient eu un lien".

## Histoire du manuscrit

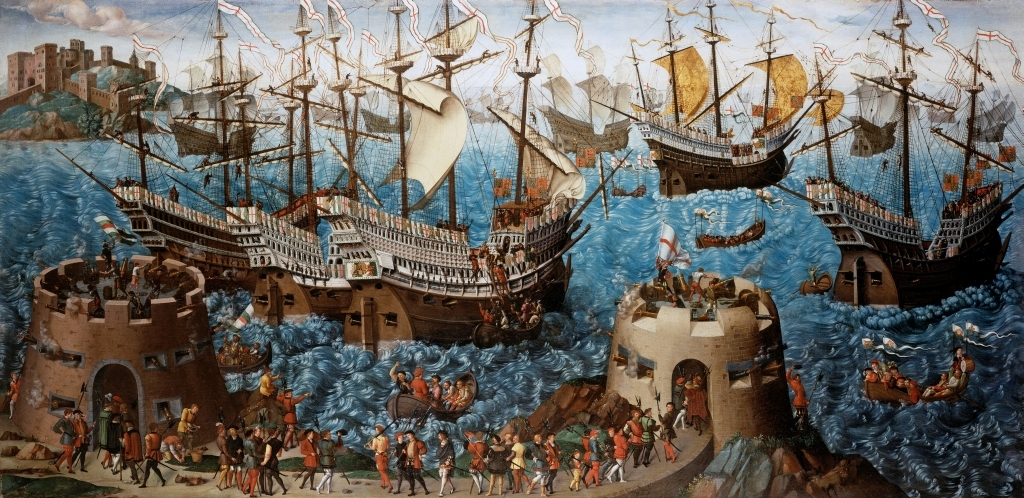
The Embarkation of Henry VIII at Dover, une peinture contemporaine qui, comme le rôle d'Anthony, a été conçue pour représenter l'autorité royal et la puissance militaire des Tudor.

Les portraits de bateau ont une longue histoire dans l'art maritime, des sceaux et pièces médiévaux aux gravures du XVe siècle. Le caractère simple d'une vue avec un bateau sous sa voile, souvent sans que l'équipage ne soit montré, est la façon la plus efficace de rendre compte de la structure des navires. À cet égard, le Rôle d'Anthony appartient à un genre d'œuvres qui est destiné à servir un rôle double pour le roi et la direction militaire. Il sert tout à la fois de vue d'ensemble informative décrivant avec détails les bateaux ainsi que les zones stratégiques des littoraux, et peuvent permettre de déterminer les forces et faiblesses de la marine anglaise. De plus, les descriptions vantardes et vives de la puissance militaire des Tudor sont utiles pour flatter le roi, impressionner les courtisans et imposer aux ambassadeurs étrangers son autorité martiale. Les cartes contemporaines sont décorées avec des images de bateaux détaillées pour marquer des plans d'eau autant que pour égayer des scènes. De telles cartes étaient courantes à l'époque et ont même été embellies par des artistes considérés comme simples ou ternes. La marine anglaise s'est considérablement étendue pendant le règne d'Henri VIII qui se prend d'intérêt pour les navires de guerre, comme on peut le voir avec The Embarkation of Henry VIII at Dover, qui représente les bateaux qui l'ont accompagné à 29 ans lors d'une rencontre avec François Ier au camp du Drap d'Or en 1520. Cette peinture, récemment datée vers 1545, est considérée comme une source d'inspiration d'Anthony Anthony pour ses illustrations.
Il y a trois plans qui représentent des actions et expéditions navales qui sont attribuées à Anthony : la route d'Anne de Clèves des Pays-Bas vers l'Angleterre (1539), une attaque française sur un fort côtier (date inconnue) et un raid français à Brighton (juillet 1545). La conception des bateaux dans ces peintures, spécialement celle du raid de Brighton, correspond à ceux dans le registre. On ne sait pas exactement quand le travail sur le registre a commencé, ni quand il a été achevé, mais il est pour autant certain qu'il a été présenté au roi l'année où il a été daté, en 1546. L'inclusion de la Mary Rose à la bataille du Solent le 19 juillet 1545 ne signifie pas que le l'élaboration du Rôle d'Anthony a été entrepris avant cette date. Les galéasses, l'Antelope, le Hart, le Bull et le Tiger, toutes présentes dans le second parchemin, sont toujours en construction en mars 1546, et le Hart n'était pas en mer on octobre de cette année. Au même moment, le Galley Blanchard, capturé par les Français le 18 mai 1546 n'est pas représenté dans le manuscrit.

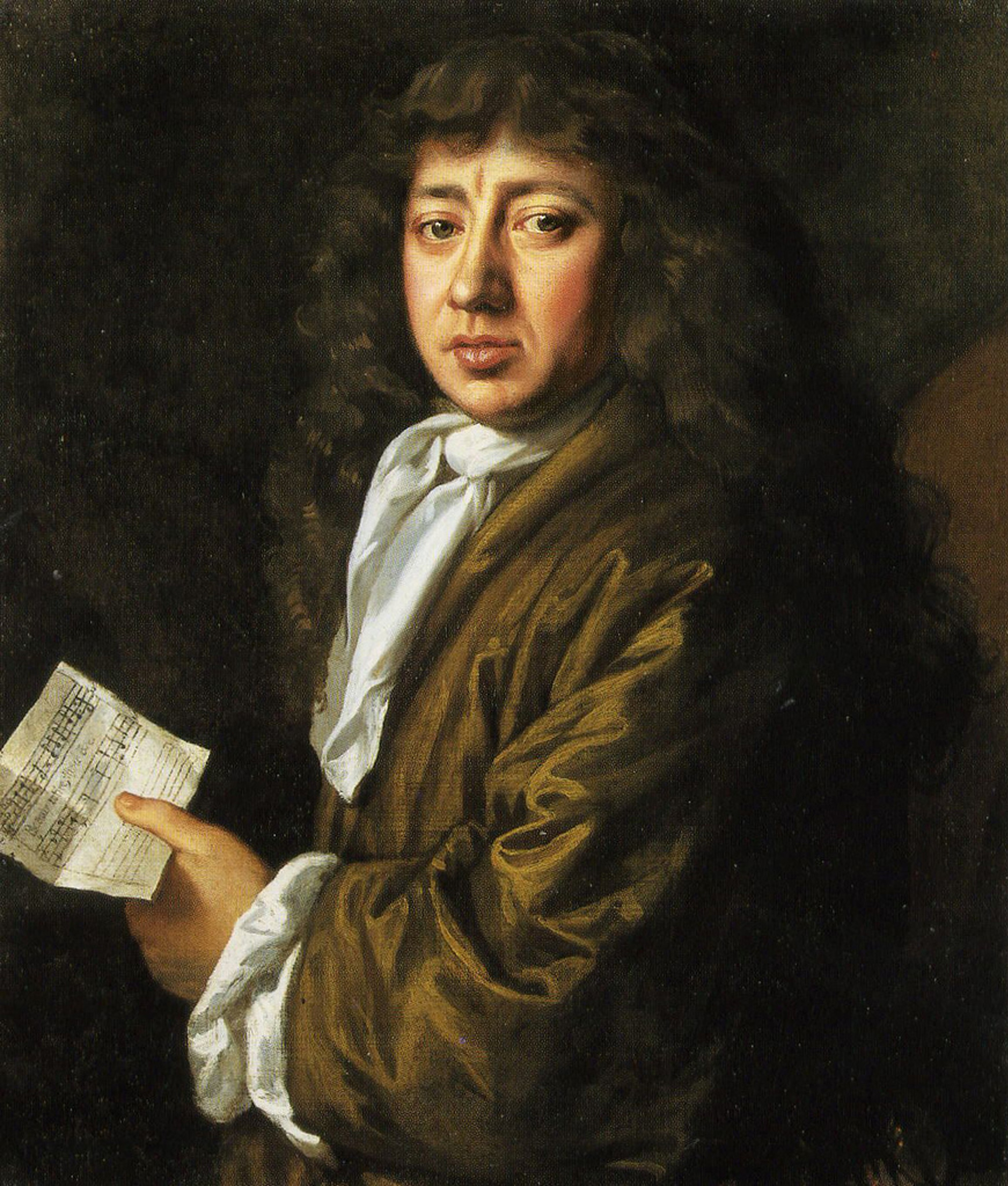
Samuel Pepys, en 1666, le propriétaire de deux des trois parchemins, les acquiert séparément et les réunit dans un seul et même volume.

Après que le registre a été présenté à Henri VIII, il est archivé dans les collections royales. En 1680, Charles II en donne deux à Samuel Pepys, un administrateur de la marine anglaise, collectionneur passionné de livres. Samuel Pepys n'a pas donné les raisons pour lesquelles les deux parchemins lui ont été offerts. Pour autant, on[Qui ?] considère que ce cadeau est issu d'une rencontre avec le roi durant laquelle Samuel Pepys a recueilli l'histoire de l'échappatoire du souverain lors de la bataille de Worcester (1651). En effet, Samuel Pepys prévoit alors d'écrire et de publier cette histoire déjà célèbre, mais il ne le fait jamais. On sait également que Samuel Pepys projette d'écrire une histoire de la marine et qu'il cherche à collecter de la matière à cette fin. Néanmoins, ce projet aussi n'aboutit pas. Il est probable que Charles II était conscient du projet de Samuel Pepy et il lui aurait alors offert les deux parchemins comme présent — ou comme paiement — pour la publication de son récit. Le deuxième parchemin ne peut être localisé à cette époque, et il ne l'est pas avant 1690 lorsqu'il est découvert par Henry Thynne, conservateur de la bibliothèque royale entre 1677 et 1689 et ami proche de Samuel Pepys. Henry Thynne organise pour Samuel Pepys la confection de copies de plusieurs des illustrations du parchemin, mais en 1690 Charles II est mort depuis 5 ans et Jacques II, nouveau roi, est en exil. De plus, cette même année, Samuel Pepys démissionne de son poste de Secrétaire de l'amirauté (Secretary of the Admiralty) car il refuse de reconnaître la co-régence de Guillaume III d'Orange-Nassau et Marie II, ce qui rend l'acquisition du deuxième parchemin impossible. La reliure des premier et troisième parchemins est donc supposée avoir été achevée peu après ces événements. Après la mort de Samuel Pepys en 1703, sa bibliothèque est léguée à son neveu John Jackson. À la mort de ce dernier en 1724, la bibliothèque, comprenant le manuscrit relié, a été léguée au Magdalene College où il est conservé jusqu'aujourd'hui.
Le deuxième parchemin est présumé perdu dans les années 1780, mais il est en fait resté entre les mains de la famille royale. Guillaume IV le donne à Mary FitzClarence, l'une de ses filles illégitimes qu'il a eue avec la courtisane Dorothea Jordan, au début du XIXe siècle. En 1824, Mary FitzClarence se marie à Charles Robert Fox, major-général et surveillant du Ordnance Office de 1832 à 1835, poste qu'a occupé trois siècles auparavant Anthony Anthony. Charles Robert Fox était un bibliophile, et l'historien Charles Knighton suppose qu'il connaissait la valeur du parchemin, mais sa localisation est restée inconnue pour les plus érudits. En 1857, Sir Frederic Madden, conservateur de manuscrits au British Museum, est présenté au deuxième parchemin et apprend que Mary Fox compte le vendre. Après négociations, le deuxième parchemin est vendu pour 15 livres au British Museum et numéroté « Additional manuscripts 22047 ». Il est conservé dans son format original comme un parchemin unique et est stocké dans la collection de manuscrits de la British Library depuis 1999.
Le Rôle d'Anthony est fréquemment utilisé comme une source primaire à l'histoire de la marine anglaise du XVIe siècle mais le texte complet et les illustrations n'ont pas été rassemblés dans un même volume avant 2000.

## Description

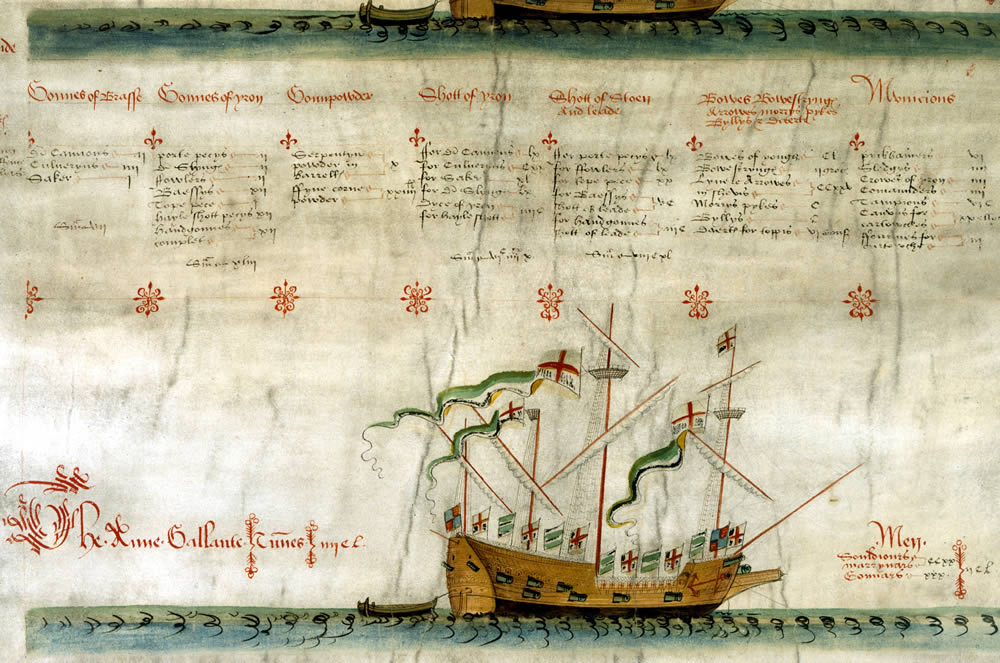
Une vue du second parchemin, présentant la disposition utilisée dans tout le document. Les informations pour chaque navire sont montrées dans des colonnes au-dessous de son illustration, ici avec un texte pour Grand Mistress (vue que partiellement au-dessus du texte) et une vue entière de l'illustration de la galbasse Anne Gallant.

À l'origine, le Rôle d'Anthony est un ensemble de trois parchemins en vélin séparés. Aujourd'hui, il prend la forme d'un volume relié contenant les premier et le troisième parchemin. Quant au deuxième, il est encore conservé dans sa forme originale. Les trois parchemins originaux sont constitués d'un total de 17 membranes chacune collées par l'arrière à la suivante. Les membranes sont d'une largeur de 70 cm (27 ½ inches) et d'une hauteur variant entre 79 et 96 cm (31 to 37 ¾ niches). Quand ils ont reçu le premier et le troisième parchemin, les employés de bureau de Samuel Pepys ont coupé les parchemins en haut et les ont liés en un seul volume, comme un livre, désormais connu sous le nom de Pepys 2991. Cette transformation des deux parchemins a créé une structure faite de pages horizontales. Par ailleurs, quelques ornementations endommagées dans le processus de coupe ont été recopiées à la main dans le volume. Samuel Pepys y a aussi inséré des résumés entre les parchemins et une table des matières qui ne viennent pas d'Anthony Anthony mais qui précèdent la reliure de Samuel Pepys. Ce traitement radical des parchemins originaux a largement endommagé certaines des illustrations d'Anthony Anthony et il est aujourd'hui désapprouvé. Les trois illustrations du Henri Grâce à Dieu, du Mary Rose et du Peter Pomegranate étaient tous trop large pour entrer dans une page et ont donc été séparés en deux pages. Le recadrage des illustrations a amené à une perte significative de détails. De plus, il existe aucun plan pour permettre la restauration de la structure originelle des premier et troisième parchemins. Le deuxième parchemin, le British Library Additional MS 22047, est toujours dans sa version originale à l'exception d'une inscription écrite par Mary Fox en 1857 et quelques dommages causés par une application de produits chimiques pour révéler des écritures effacées.
Le Rôle d'Anthony listent 58 navires divisés en classes basées sur leur taille et leur conception. Chaque bateau est présenté avec son nom, son tonnage, la taille de son équipage et, dans les propres mots d'Anthony, du détail de leurs « équipement militaire, artillerie, munitions et leurs fortifications ». Le premier parchemin liste les caraques et une pinasse, en commençant par le plus large des navires le Henri Grâce à Dieu. Le deuxième parchemin liste les galéasses, un hybride entre une galère et un voilier, et une galère. Enfin, le troisième parchemin et réservé aux pinasses et des "barges à rames", chacune étant des versions miniatures des galéasses.

## Analyse artistique

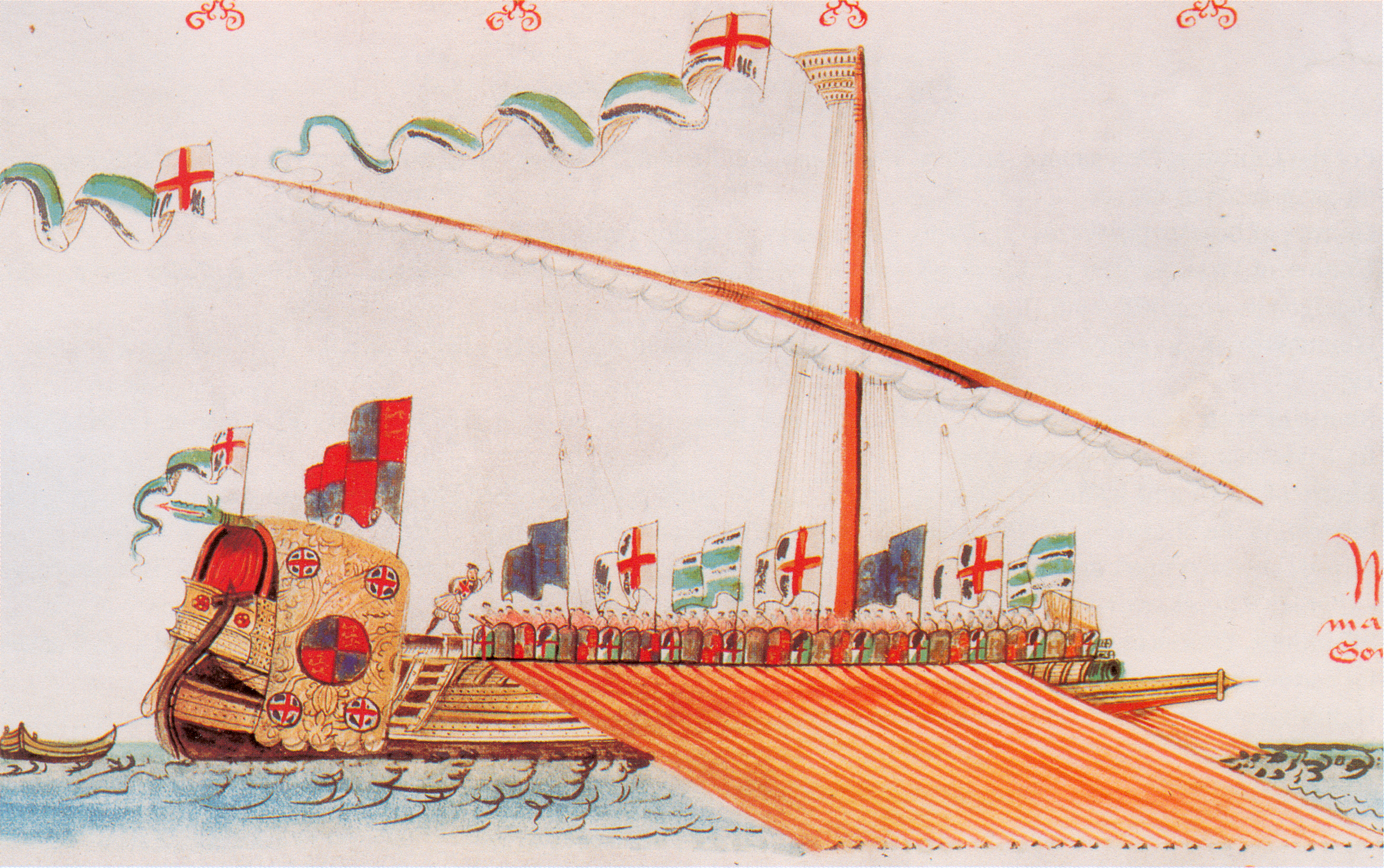
The Galley Subtle, une galère de type méditerranéen constitue la pièce centrale des trois parchemins reliés et est l'illustration qui affiche la plus grande qualité artistique.

Anthony Anthony n'était pas un artiste professionnel. Ses illustrations sont décrites comme étant « courageusement exécutées mais [...] ne pouvant être considérées comme de bons objets d'art ». Pour beaucoup, les navires sont peints en suivant une formule préétablie faite de répétitions distinctes, et ce, même dans les "portraits" les plus élaborés. Le style d'Anthony est décrit comme en un « style naïf en conformité avec un modèle [...] et en accord avec les capacités d'un officiel du gouvernement disposant d'une poigne amatrice convenable de forme et de couleur ».
Les parchemins ont tous rigoureusement la même largeur (environ 5,5 m), et devaient fort probablement être présentés côte à côte sur une table ou accrochés à un mur. Le point central de toute la composition se trouve dans le deuxième manuscrit, le manuscrit du milieu, dans lequel la peinture extrêmement bien exécutée du Galley Subtile est placée. Ce bateau était destinée à être la pièce maîtresse du Rôle d'Anthony et cela se comprend par la présence de la pinasse Mary James dans le premier parchemin qui est réservée aux bateaux à voile. Au départ, il semble qu'elle a été placée au début du troisième parchemin, parmi les autres pinasses et barges à rames, mais elle a été déplacée afin que la longueur de chaque parchemin soit plus égale. Dans sa poursuite de vivre en accord avec l'image des princes de la Renaissance, on reconnaît qu'Henri VIII a particulièrement apprécié les galères, chose qu'aurait su Anthony Anthony en plaçant le Galley Subtle au centre de son travail.
Le lettrage, les encadrements et les décorations à fleurs sont peints en rouge ou noir à l'exception des trois premiers bateaux du premier parchemin qui sont également encadrés en or. La majorité des illustrations ont d'abord été esquissées en de grand traits élancés qui ont ensuite été peints. Les bois de construction des bateaux sont en brun clair et sont hachurés dans les angles et à la poupe du navire pour accentuer la profondeur. Les décorations et les ancre sont mises en évidence en rouge et du vert est utilisé pour les canons. Les contours sont en noir et la mer est en nuance de bleue allant du "vert grisâtre" à "un bleu plus riche".

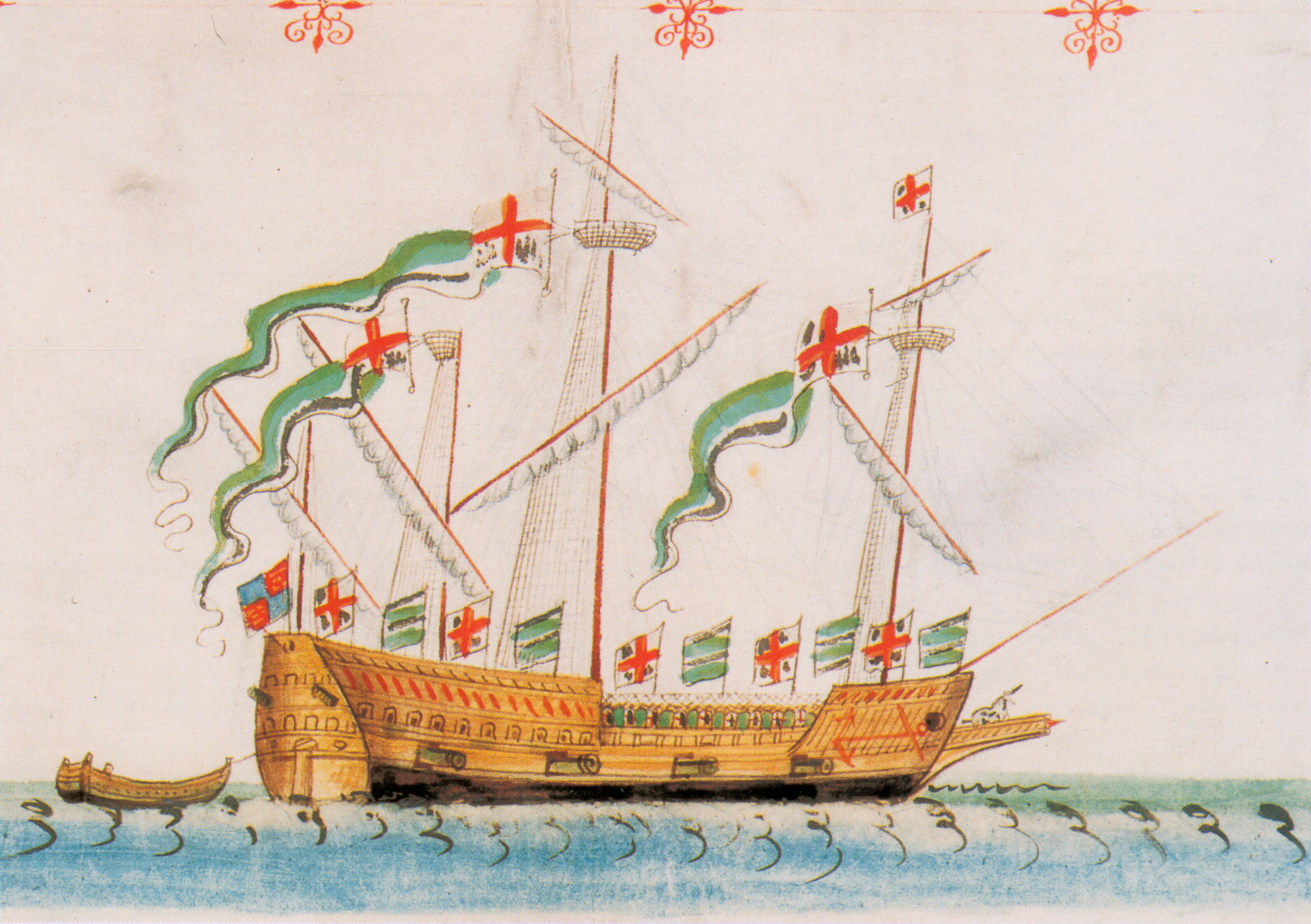
Le Salamander, une galéasse capturée aux Écossais est l'un des trois navires du Rôle d'Anthony qui possède une figure de proue identifiable.

Les deux premiers manuscrits ont été exécutés avec le même niveau de détails tandis que les barges à rames (essentiellement de petites galère) sont exécutés avec plus de hâte. Les deux premiers bateaux du premier parchemin, Henri Grâce à Dieu et Mary Rose, ont des traces indiquant qu'ils ont été décalqués d'un dessin différent tandis que le reste est fait à main levée. En général, les bateaux suivent une formule définie selon le type de ceux-ci. Cependant, échappent à ce formalisme les galeries de poupe des galéasses et les figures de proue du Mary Rose, du Salamander et du Unicorne, les deux derniers tous deux capturés par les Écossais en 1544. Le Galley Subtle est une exception car placée au milieu du deuxième parchemin. En effet, ce type de galères méditerranéennes ont un matériel plus considérable que les galéasses et les barges à rames et nécessitent plus de détails que les autres navires. C'est le seul navire dans lequel on peut apercevoir l'équipage. Dans le cas présent, on appeçoit des rameurs placés derrière de grands pavois pour se protéger des flèches ennemies et on distingue un capitaine portant "un bonnet [Tudor], une jupe armoriale complète, un pourpoint, et une culotte ample" et tenant un bâton ou une matraque, comme pour battre la mesure des coups de rames de l'équipage.

## Une source historique
Comme tout récit historique, le rôle d'Anthony est à bien des égards unique. Il est le seul document à lister et illustrer la marine royale de la période Tudor, bien que les illustrations ne doivent pas être considérées comme des descriptions exactes de la réalité. Par exemple, les armes à feu du navire listées dans texte, que l'on considère être un rapport précis produit par un fonctionnaire aguerri du gouvernement, ne sont seulement représentées qu'approximativement sur les peintures. Le gréement est à peu près précis et ont été décrits par Margaret Rule, cheffe du projet archéologique des fouilles du Mary Rose, comme "un assemblage déroutant de haubans, d'enfléchures et d'étais". De nombreux détails sont présents mais d'autres manquent comme les plates-formes horizontales s'étendant sur les côtés du bateau auxquelles les haubans étaient attachés pour les maintenir libres de la coque.

### Comparaisons avec leMary Rose

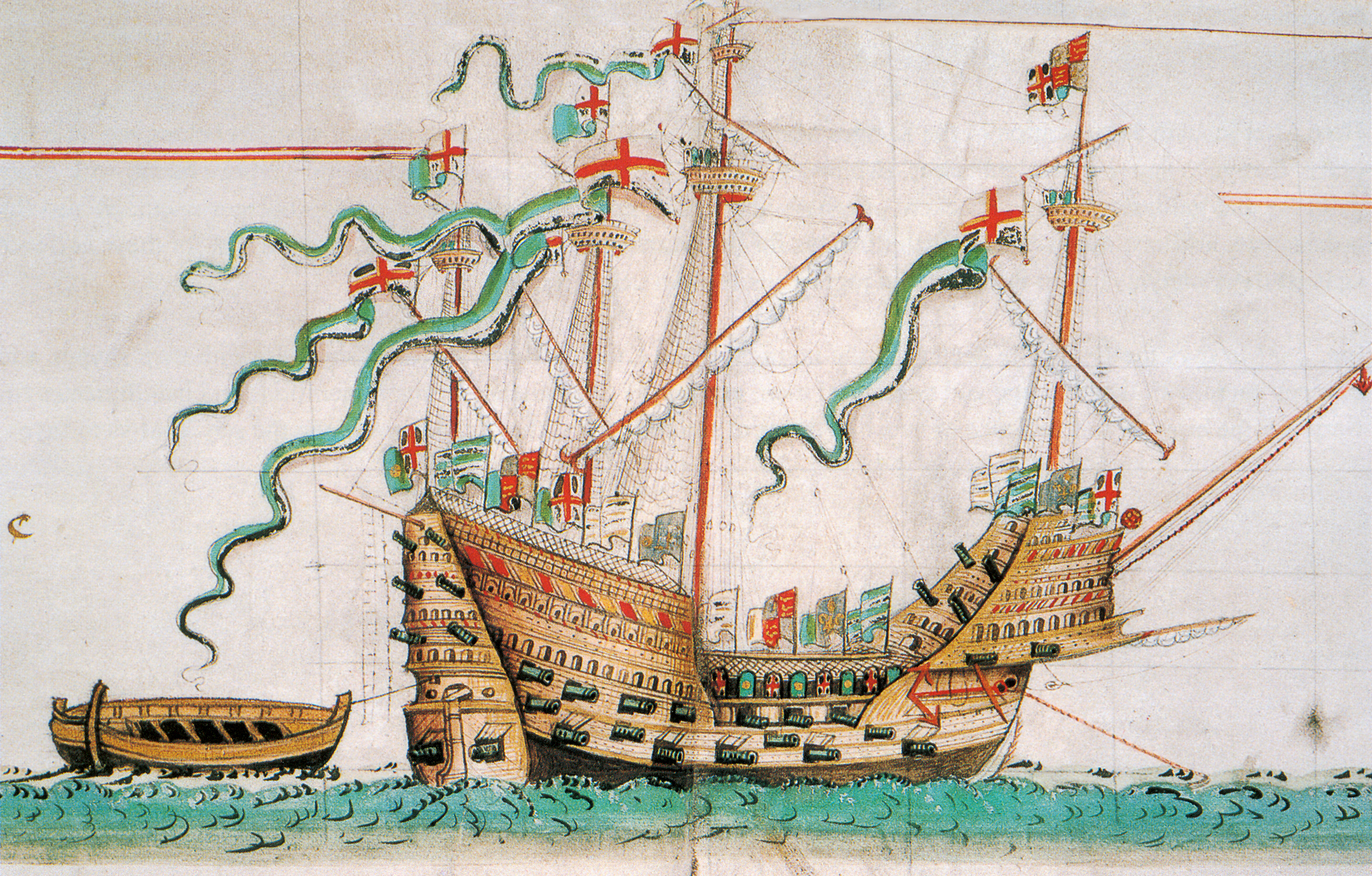
L'illustration du Mary Rose, qui a servi de comparaison avec l'épave sauvée du bateau afin de déterminer l'exactitude historique des représentations d'Anthony Anthony.

Les comparaisons avec l'épave retrouvée du Mary Rose ont été l'occasion de vérifier l'exactitude des rapports fournis par les registres. L'image du bateau a fourni des indices sur des caractéristiques de conception du Mary Rose comme le nombre de mâts et de voiles. Lorsque l'on compare avec un inventaire du bateau de 1514, il y a une correspondance proche prouvant que l'illustration est assez précise. Cependant, l'examen des détails dans la construction révèle qu'Anthony Anthony s'est permis quelques libertés artistiques. En effet, l'important armement dans le bateau qui apparaît sur ses illustrations parait exagéré. En effet, la mise en place de lourdes pièces de chasse à travers des sabords dans le pont le plus bas du bateau, au niveau de la ligne de flottaison, n'aurait pas été faisable à cause du manque de place et de l'angle raide du bateau dans cette zone. Par ailleurs, le nombre de sabords dans la partie émergée du navire est approximatif puisqu'il indique deux rangs de neuf ouvertures en quinconce tandis que le côté tribord de l'épave du Mary Rose ne comptait que seulement une rangée de sept sabords au niveau du pont principal. L'exactitude du poste d'équipage a été plus compliquée à vérifier puisqu'il n'a pas survécu au naufrage. Cependant, des interprétations contradictoires ont suggéré ce à quoi il pourrait avoir ressemblé.
La présence de canons derrière le poste d'équipage est difficile à expliquer mais une théorie énonce qu'ils ont été mis là par Anthony pour remplacer ceux de la dunette, visant vers l'avant, qui seraient cachés en raison de l'angle avec lequel le bateau est représenté. Les listes des munitions, des petites armes à feu, des arcs et flèches, des piques et hallebardes sont toutes confirmées par les découvertes archéologiques. Étant la source la plus proche dans le temps du naufrage du Mary Rose, le Rôle d'Anthony a été d'une importance capitale pour l'enquête archéologique, et ce particulièrement dans l'estimation de la taille de l'équipage.

### Drapeaux et ornements

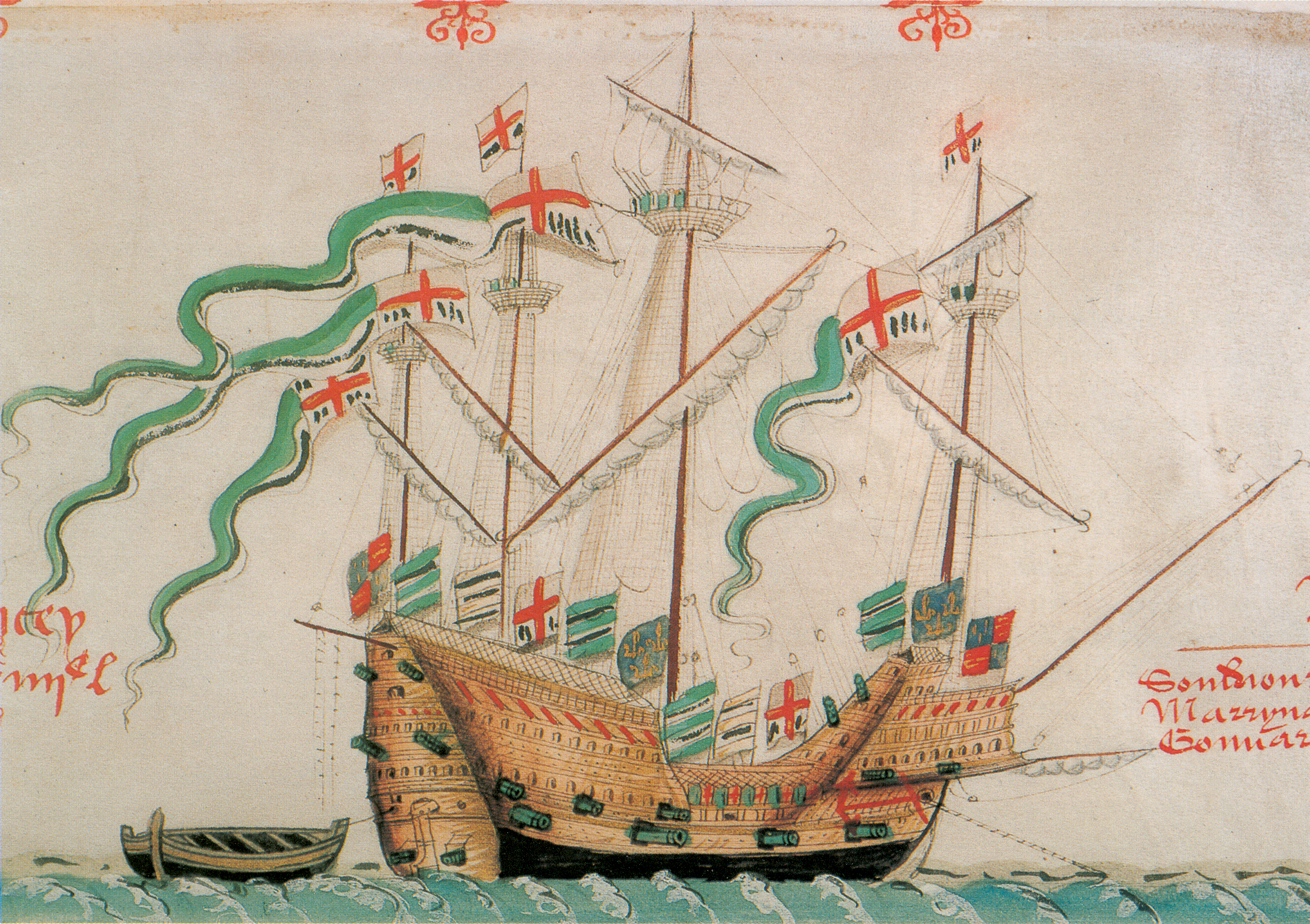
Le caraque Pansy avec différentes bannières héraldiques au long de ses garde-corps.

Le Rôle d'Anthony donne des informations détaillées sur les drapeaux utilisés sur les navires. Selon le vexillologue Timothy Wilson, les drapeaux dépeints flottant au vent sur les bateaux sont "la source la plus détaillée des drapeaux utilisés à bord d'un navire du roi Henri VIII, avec plus de détails visuels que toutes les autres sources combinées". Parmi les drapeaux dépeints les plus saisissants sont les banderoles cérémonielles allongées représentées flottant sur tous les navires en nombre variable. Ceux-ci représentent une croix de saint Georges sur fond blanc, sur la partie du drapeau la plus proche du mat, et une très longue queue rayée en vert et blanc. Les drapeaux présentent tous une peinture dorée sur le rouge et le vert et une peinture d'argent (maintenant noire car elle a oxydé) sur le blanc. Cette technique artistique avait pour but soit pour simuler le battement des drapeaux, soit pour faire une représentation réelle du fil et de la peinture métalliques parfois utilisés pour confectionner des drapeaux.
Le long des garde-corps des bateaux, plus particulièrement sur la grande baraque et le Galley Subtle, il y a des rangées de bannières qui affichent des motifs héraldiques, comprenant les armoiries royales d'Angleterre, une ou trois fleur de lys des armoiries françaises, la croix de saint Georges, et le monogramme d'Henry VIII (HR) en or sur bleu, ce qui apparaît être la rose des Tudor, et l'emblème vert et blanc de la Maison Tudor. Les représentations des drapeaux et bannières sont dans un sens héraldique et militaire considérées comme étant à peu près précises, mais pas entièrement cohérentes. Il y a également dans ces peintures une tentative d'illustrer la hiérarchie de commandement dans la façon dont sont placés les drapeaux sur les mâts, mais cela n'a pas été systématiquement exécuté. Certains des motifs héraldiques ont été décrits comme "peu probables" au XXe siècle par George Bellew, mais ils ont été finalement jugés "plausibles" par Timothy Wilson.